# 若望·科帕
若望·科帕（義大利語：Giovanni Coppa；1925年11月9日—2016年5月16日）是天主教義大利籍樞機，生前曾擔任聖座駐捷克斯洛伐克、斯洛伐克共和國和捷克共和國的大使。

## 生平
科帕于1925年11月9日在義大利庫內奧省阿爾巴出生。後來，他在米蘭聖心天主教大學獲得了現代文學博士學位。於1949年1月2日晉鐸。1958年，他開始在聖座國務院對外事務處工作。1962年至1965年的梵蒂岡第二次大公會議期間，他曾擔任拉丁語的專家。1980年1月6日由時任教宗若望·保祿二世晉牧，並被他任命為聖座國務院國務大臣，領塞爾塔領銜教區總主教銜。1990年至2001年間，他曾歷任聖座駐捷克斯洛伐克、斯洛伐克共和國、捷克共和國大使。2007年11月24日他被教宗本篤十六世冊封為執事級樞機，領羅馬聖理諾執事區執事銜。他於2016年5月16日在羅馬去世，享年90歲。

## 牧徽

若望·科帕樞機牧徽

牧徽上的格言為「Sobria ebrietas spiritus」。